# Tor Wennesland

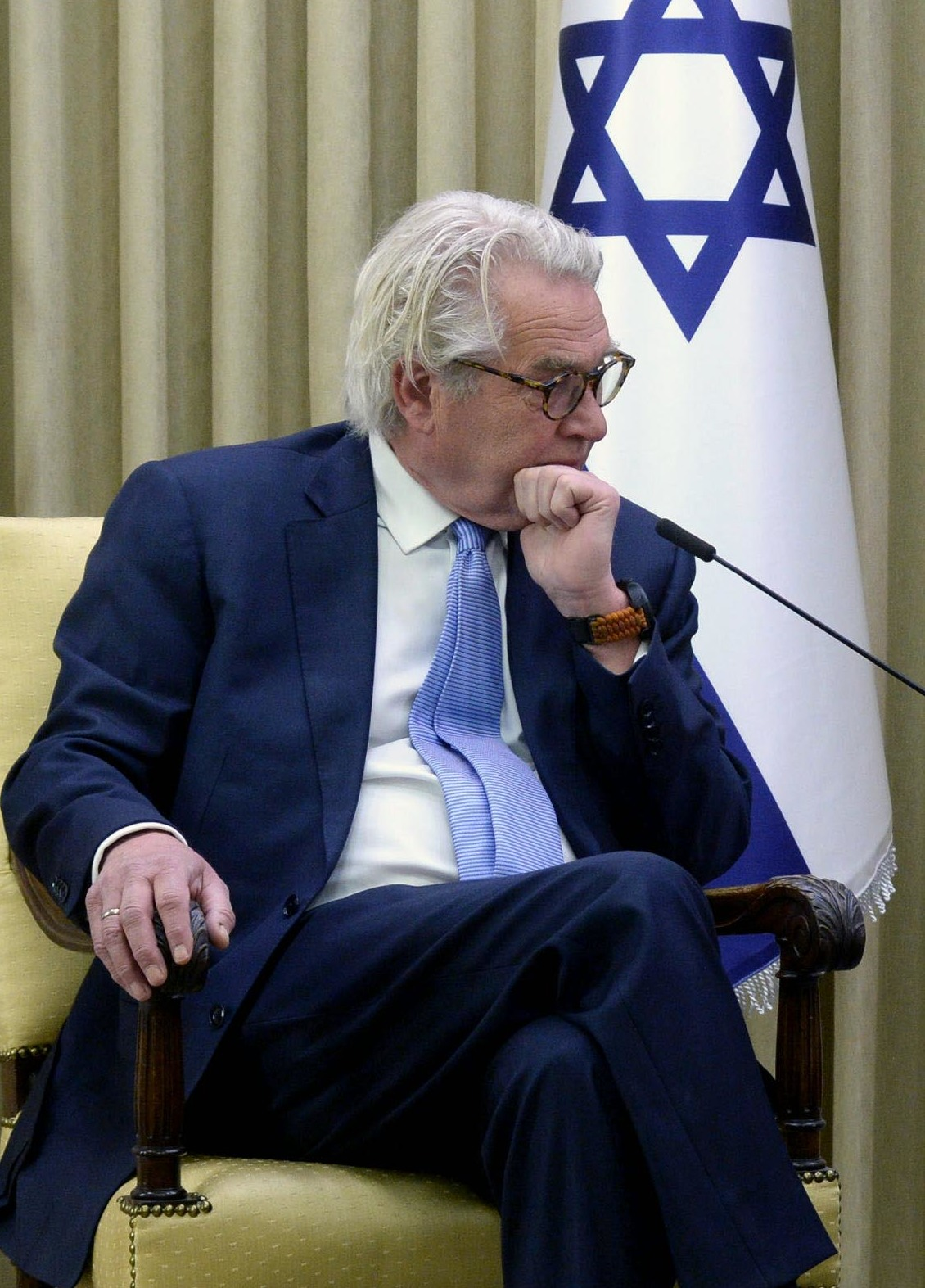
Tor Wennesland (März 2021)

Tor Wennesland (* 21. August 1952) ist ein norwegischer Diplomat, der unter anderem zwischen 2012 und 2015 Botschafter in Ägypten und Libyen und von 2020 bis 2024 UN-Sonderkoordinator für den Nahost-Friedensprozess (UNSCO) (United Nations Special Coordinator for the Middle East Peace Process) war.

## Ausbildung
Tor Wennesland besuchte die Schule für Theologie, Religion und Gesellschaft (Det teologiske menighetsfakultet) in Oslo und schloss dieses mit einem Master (Candidatus theologiæ) ab. Darüber hinaus absolvierte er ein Studium in den Fächern Philosophie und Soziologie an der Universität Oslo.

## Karriere

### Diplomatischer Dienst
1983 trat er in den diplomatischen Dienst und fand in den folgenden Jahren verschiedene Verwendungen im Außenministerium (Utenriksdepartementet) sowie an Auslandsvertretungen wie der Botschaft in Irland sowie an der Ständigen Vertretung beim Büro der Vereinten Nationen in Genf UNOG (United Nations Office at Geneva). Er fungierte zwischen 1993 und 1995 als Generalsekretär der Norwegischen Europabewegung (Europabevegelsen i Norge). 1994 war er Berater des Referats für den Mittleren Osten im Außenministerium und erwarb dort erste Erfahrungen zum dortigen Friedensprozess bei den Verhandlungen, die im September 1995 zum Interimsabkommen über das Westjordanland und den Gazastreifen führten, dem sogenannten Oslo II oder auch Abkommen von Taba. 1996 arbeitete er als Berater von Planungsminister Terje Rød-Larsen. Wennesland war beteiligt an den Arbeiten zur Schaffung grenzüberschreitender Wasserabkommen für den Euphrat und das Einzugsgebiet des Jordan sowie zeitweise Generalsekretär der Internationalen Wasserakademie (International Water Academy). 

### Vertreter Norwegens bei der palästinensischen Autonomiebehörde und Botschafter in Ägypten
Er fungierte zwischen 2007 und 2011 als Vertreter Norwegens bei der Palästinensischen Autonomiebehörde und fungierte zudem in dieser Zeit zwischen 2007 und 2008 als Berater für Hilfskoordination im Büro von Tony Blair, der zu der Zeit Sondergesandter beim Nahost-Quartett war. 2012 wurde er Botschafter in Ägypten und war als solcher bis 2015 auch als Botschafter in Libyen akkreditiert. Im Anschluss fungierte er zwischen 2015 und 2020 als Sonderberater des Außenministeriums und war während dieser Zeit zeitweilig auch Sondergesandter Norwegens für den Friedensprozess im Nahen Osten sowie verantwortlich für die norwegische Amtszeit als Vorsitzender des Ad Hoc Liaison Committee, deren Hauptaufgabe es ist, die Bereitstellung internationaler Hilfe für Palästinenser und die Palästinensische Autonomiebehörde zu koordinieren.

### UN-Sonderkoordinator für den Nahost-Friedensprozess (UNSCO)
Am 21. Dezember 2020 wurde Tor Wennesland vom Generalsekretär der Vereinten Nationen António Guterres zum Sonderkoordinator der Vereinten Nationen für den Nahost-Friedensprozess UNSCO (United Nations Special Coordinator for the Middle East Peace Process) ernannt und damit zum Nachfolger des früheren bulgarischen Außenministers Nikolaj Mladenow. Zugleich war er in dieser Funktion Persönlicher Vertreter des UN-Generalsekretärs bei der Palästinensischen Befreiungsorganisation (PLO) sowie bei der Palästinensischen Autonomiebehörde. Des Weiteren fungierte er in dieser Funktion auch als Gesandter des UN-Generalsekretärs beim Nahost-Quartett. Als stellvertretende Sonderkoordinatorin der Vereinten Nationen für den Nahost-Friedensprozess fungierte seit dem 30. September 2020 die kanadische Rechtsanwältin Lynn Hastings.
Nach dem Angriff der Hamas auf Israel am 7. Oktober 2023 verurteilte Wennesland diesen und warnte vor einer weiteren Eskalation. Dies sei ein gefährlicher Abgrund, von dem sich alle zurückzuziehen müssten.
Wennesland trat im Dezember 2024 von seinem Amt zurück. Am 17. Januar 2025 wurde die Niederländerin Sigrid Kaag zu seiner kommissarischen Nachfolgerin ernannt. Kaag ist seit Januar 2024 zugleich Koordinatorin der Vereinten Nationen für humanitäre Hilfe und Wiederaufbau im Gazastreifen.